# Ruth Radelet
Ruth Radelet (28 de abril de 1982 en Portland, Oregón) es una cantante, compositora, música y actriz estadounidense. Es reconocida por ser la vocalista de la agrupación de música electrónica Chromatics, formada en 2001. Nativa de Portland, Oregón, Radelet se unió a Chromatics en 2004 luego de que la banda se mudara a Portland desde Seattle, Washington. El primer trabajo discográfico de la banda con Radelet como cantante fue el alabado por la crítica Night Drive (2007). Adicionalmente a la música, Radelet hizo su debut en la actuación en la tercera temporada de la serie de David Lynch Twin Peaks (2017).

## Influencias
Radelet ha citado a artistas como Bob Dylan, Kris Kristofferson y Tom Waits como influencias, al igual que bandas de new wave como New Order. También ha citado el cine como una gran influencia en su música, incluyendo el trabajo de los directores Francis Ford Coppola, Martin Scorsese y Brian De Palma.

## Discografía

### Singles como solista
- "Twilight" (2021) versión de Elliott Smith presentada en el 30 aniversario de Kill Rock Stars
- "Crimes" (2022) auto editado

## Filmografía
| Año  | Título     | Rol | Notas |
| ---- | ---------- | --- | ----- |
| 2017 | Twin Peaks |     |       |